# Tonoplasto
Tonoplasto é uma membrana lipoprotéica que delimita os vacúolos das células vegetais.
Contém água, açúcares, proteínas, compostos fenólicos, pigmentos como betalaínas, antocianinas e cristais de oxalato de cálcio. Muitas das substâncias estão dissolvidas, constituindo o suco celular, cujo pH é geralmente ácido, pela atividade de uma bomba de próton. Em células especializadas pode ocorrer um único vacúolo, originado a partir da união de pequenos vacúolos de uma antiga célula meristemática (célula-tronco); em células parenquimáticas o vacúolo chega a ocupar 90% do espaço celular.